# Arras Football Association
 (août 2023).
Si vous disposez d'ouvrages ou d'articles de référence ou si vous connaissez des sites web de qualité traitant du thème abordé ici, merci de compléter l'article en donnant les références utiles à sa vérifiabilité et en les liant à la section « Notes et références ».
Pour les articles homonymes, voir AFA.
Actualités
Arras Football Association (AFA) est un club français de football fondé en 1901 et basé à Arras dans le Pas-de-Calais.
Créé sous le nom de Racing Club d'Arras, le club absorbe l'US Arras Ouest (créée en 1969) en 1997 et adopte le nom d'Arras Football. Le club évoluait depuis 2014 en CFA après avoir terminé premier de son groupe de CFA 2. Cependant, lors de la saison 2018-2019, il termine dernier de son groupe de National 2 (CFA) et se voit rétrogradé en National 3 (CFA 2). Relégation en Régional 1 en 2020. Où il y évolue depuis.

## Historique

### Création du club
Actif depuis 1901, mais officiellement fondé en octobre 1902 par des collégiens, dont MM. Rousset et Ledieu, le club est d'abord présidé par G. Degouve. Ledieu père devient président de 1903 à 1910, puis l'avocat Paul Labbe accède au poste. Durant les premières années d'existence, les activités de la section football se limitent à quelques matchs amicaux contre les voisins de Douai ou d'Amiens, tandis que la section dominante est celle de cross-country. À partir de 1904, les adversaires du RCA se diversifient avec les premières confrontations face à des équipes parisiennes. En 1910, c'est le premier match face à un adversaire anglais : l'Occident FC de Londres. Le club accède au championnat de première série de la Ligue du Nord de l'USFSA en 1912.

### 1936: Débuts professionnels
Sous l'impulsion du président Michel Brabant, le club évolue avec un statut professionnel entre 1936 et 1939. Arras enlève alors le titre de championnat de France de D3 professionnel en 1937 et accède en D2 (2 saisons en 1937-1938 - 6e sur 16 dans le groupe promotion après une 1re place dans la zone NORD et 1938-1939 - 16e sur 23). L'expérience professionnelle prend fin avec le déclenchement de la Seconde Guerre mondiale (participation au championnat de 1re division en 1939-1940 dans la zone Nord - 5e sur 10, en 1940-1941 et 1941-1942 dans le groupe de la zone interdite - 4e sur 5 puis 8e sur 12). En 1949 le RCA est éliminé en quart de finale de la Coupe de France par Metz ((Division 1) - le club est alors en promotion d'honneur - 5e niveau de l'époque). 
En 1972, date de l'inauguration du stade Degouve/Brabant, le club accède à la 3e division grâce à son entraîneur Jean Baratte, et y reste durant 8 ans (3e en 1977/1978) (suivent 5 années en D4 en 1981 et 1982 puis de 1986 à 1988 - 6e en 1986). L'un de ses joueurs emblématiques fut : François Gomis qui fut le buteur attitré de l'équipe  durant cette période - 94 buts en 180 matchs de 1973 à 1980 (on peut citer également Jean-Claude Dutriaux de 1972 à 1977).

### Championnats régionaux
Durant les années 1980 et 1990, le club a stagné à divers niveaux régionaux (Promotion Honneur et Division Honneur).Toutefois en 1985 sous la présidence de Jean Honvault, le RC Arras de Fryddie Harabasz, alors entraineur, parvient à retrouver le niveau National (Division 4) en terminant champion de la Division Honneur Ligue du Nord. Le meilleur buteur du championnat est arrageois, Eric Caes, avec 20 réalisations. Cette équipe se maintient pendant trois années à ce niveau.
Des noms illustres à cette époque incorporent le club tels Francis Hédoire (Paris SG, RC Lens), Jean-Pierre Truqui (Olympique de Marseille, US Valenciennes-Anzin), Joel Douillet et Eric Caes (US Nœux les mines), Bronisław Bula (Ruch Chorzów, FC Rouen), Bruno Zaremba (US Valenciennes-Anzin, FC Metz, US Dunkerque), Zidzslaw Rozborski (Widzew Łódź, Stade de Reims) ou encore Jean-Marc Furlan (FC Girondins de Bordeaux, Sporting Club de Bastia, Montpellier Hérault Sport Club).

### CFA 2
Dans les années 2000, c'est finalement au terme de la saison 2003-2004 du championnat de Division Honneur que le Racing Club d'Arras renommé Arras Football Association (à la suite de la fusion en 1997 avec l'Union Sportive d'Arras Ouest) retrouve le niveau National, en l'occurrence le Championnat de France Amateur 2.
En décembre 2004, lors du 8e tour de Coupe de France le club accueille l'AS Nancy Lorraine, au Stade Degouve/Brabant alors leader de Ligue 2, Arras ne s'incline qu'1 but à zéro sur un pénalty discutable, devant près de 1 500 spectateurs. La saison suivante, en 2005, arrivé au 7e tour de la Coupe de France, Arras joue à Nungesser face à Valenciennes évoluant en Ligue 2 et s'inclinera 5-0, dans une rencontre marquée tout le long par un épais brouillard...
La saison 2008-2009 est marquée par un beau parcours en Coupe de France avec l'élimination du grand voisin du RC Lens au 7e tour de la Coupe (victoire aux tirs au but à Bollaert). Arras ne tombe qu'en 32e de finale à Avion face à l'OGC Nice, équipe de Ligue 1 (1-3 ap).
Le club rentre dans le rang lors des saisons suivantes, mais continue d'effectuer de beaux parcours en Coupe de France, affrontant des adversaires aussi prestigieux que le Stade de Reims, le SCO d'Angers ou encore le Paris Saint-Germain toujours en 32e de finale en 2013.

### CFA

#### Saison 2014-2015
Après sa victoire 5-4 à Grande-Synthe le 24 mai 2014, l'A.F.A monte en CFA. Pour cette première saison en CFA (le plus haut niveau amateur dans le football français), l'A.F.A hérite dans son groupe de réserves d'équipes prestigieuses : le RC Lens, le Lille OSC, ainsi que le Paris Saint Germain. Les autres équipes étant IC Croix, Calais RUFC, FC Dieppois, CS Sedan Ardennes, AS Beauvais Oise, AC Amiens, SO Romorantin, US Quevilly-Rouen Métropole, US Roye-Noyon et quelques équipes issues de la banlieue parisienne (Entente-Sannois-Saint-Gratien, FC Mantois, US Ivry).
Pendant leur premier saison en groupe A (2014-2015) malgré neuf victoires et neuf nuls, les douze défaites se font ressentir. Ils finiront quatorzième à égalité de point (65 points) avec la réserve de Lille mais, ayant plus de buts marqués (37 contre 33), ils ne sont pas relégués.

#### Saison 2015-2016
Cette année-ci, l'A.F.A hérite dans son groupe de trois équipes de réserve : le RC Lens,  le Paris Saint Germain ainsi que ES Troyes AC. Les autres équipes étant US Quevilly-Rouen Métropole, IC Croix, AS Poissy, Entente Sannois Saint-Gratien, AC Amiens, FC Mantois, Calais RUFC, AC Boulogne-Billancourt, FC Dieppois, ES Wasquehal, FCM Aubervilliers et US Roye-Noyon.
La saison 2015-2016 en groupe A sera bien meilleure, ils finiront cinquième du classement avec 71 points et auront eu onze victoires, huit nuls et onze défaites.

#### Saison 2016-2017
Cette année-ci, l'A.F.A hérite dans son groupe de trois équipes de réserve : le RC Lens, le Havre AC et le Lille OSC. Les autres équipes étant Entente Sannois Saint-Gratien, FC Fleury, US Lusitanos Saint-Maur, AC Boulogne-Billancourt, JA Drancy, IC Croix, ES Viry-Châtillon, AS Poissy, ES Wasquehal, FC Dieppois et le Calais RUFC.
La saison 2016-2017 en groupe B sera comme celle de l'année précédente, ils finiront encore cinquième du classement avec 46 points et auront eu treize victoires, sept nuls et dix défaites.

#### Saison 2017-2018
Cette année-ci, l'A.F.A hérite dans son groupe de trois équipes de réserve : le RC Lens, le Stade de Reims et le Lille OSC. Les autres équipes étant JA Drancy, CS Sedan Ardennes, Sainte-Geneviève Sports, FC Fleury, US Lusitanos Saint-Maur, FC Bastia-Borgo, AS Poissy, IC Croix, AS Furiani-Agliani, AC Amiens, ES Viry-Châtillon et le  AS Beauvais.
La saison 2017-2018 de National 2 (depuis cette année-ci le nom est passé de CAF 2 à National 2) en groupe C sera comme celle de l'année précédente mais avec une légère amélioration, ils finiront encore Cinquième du classement avec 48 points et auront eu treize victoires, neuf nuls et huit défaites.

#### Saison 2018-2019
Cette année-ci, l'A.F.A hérite dans son groupe de trois mêmes équipes réserve que l'an passé : le RC Lens, le Stade de Reims et le Lille OSC. Les autres équipes étant US Créteil-Lusitanos, US Lusitanos Saint-Maur, CS Sedan Ardennes, Sainte-Geneviève Sports, IC Croix, SC Schiltigheim, SA Spinalien, FC Fleury, ASM Belfortaine, AF Bobigny, FCSR Haguenau et le Entente Feignies Aulnoye FC.
La saison 2018-2019 en groupe D marquera la dégringolade de l'A.F.A. Ils finiront à la seizième place du classement donc relégués, ils auront eu trois victoires, douze nuls et quinze défaites. Cela signifie la fin de l'aventure en National 2 qui aura duré cinq saisons.

### Saison 2019-2020
Après cinq saisons en National 2 (CFA) où l'A.F.A enchaîne les bons résultats, il craque, finit à la dernière place de son groupe de National 2, et va devoir commencer le National 3. Pour cette première saison, l'A.F.A hérite dans son groupe de quatre équipes réserves : Valenciennes FC, US Boulogne, Amiens SC et le FC Chambly. Les autres équipes étant AS Beauvais, US Vimy,  Entente Feignies Aulnoye FC, Olympique marcquois, US Maubeuge, Le Touquet AC, AC Amiens, Olympique Grande-Synthe et le Stade portelois.* Les noms de clubs en italique n'ont pas de page wikipédia.
Pendant la saison 2019-2020, l'A.F.A ne jouera que quinze matchs alors que d'autres équipes joueront seize et dix-sept matchs. Ils finiront treizième sur quatorze dans le classement. Ils auront eu trois victoires, cinq nuls, sept défaites, et 14(0.93) points. C'est donc déjà la fin de l'aventure en National 3 pour l'A.F.A qui n'aura duré qu'une saison.

### Saison 2020-2021
L'A.F.A doit endurer deux relégations en deux saisons, sauf qu'il lui faut maintenant évoluer en Ligue Régionale de Football des Hauts-de-France. Ils seront dans la poule A. Ils vont devoir affronter : Lambres lez Douai Es, USFC Tourcoing, Lumbres O., Stade Béthunois FC, St Amand FC, St Andre US, US Nœux-les-Mines, CS Avion, Lesquin US, SC Hazebrouck, USSM Loos. Ils finiront à la 2e place et resteront maintenus en fin de saison.

### Saisons 2021-2022 à 2023-2024
Le club s'est maintenu en R1(Régional 1). Pour la saison 2023-2024, le club termine à la 1ère place de son groupe en R1 avec 5 points d'avance mais échoue en barrages pour la montée en National 3 après avoir battu BETHUNE et perdu aux tirs au but face à Calais (même résultat face à Calais au 6e tour de la Coupe de France).

## Palmarès et statistiques

### Compétitions nationales et régionales
| Compétitions nationales | Compétitions régionales                                                                               |
| --- | --- |
| - Division 3 (1) - Champion : 1937 - CFA2 (1) - Champion : 2014 - Coupe de France (0) - Meilleure performance : Quart de finale en 1949 | - DH Nord-Pas-de-Calais (1) - Champion : 1972, 1985, 2004 - Régional 1 (1) - Champion groupe A : 2024 |

### Bilan saison par saison
Le tableau suivant retrace le parcours du club depuis 2003.
| Saison    | Div.        | Clt. | Pts | J  | G  | N  | P  | BP | BC | Diff. | Coupe de France |
| 2002-2003 | DH Nord     | 8e   | 60  | 26 | 10 | 4  | 12 | 41 | 36 | +5    | 5e tour         |
| 2003-2004 | DH Nord     | 1er  | 81  | 26 | 16 | 7  | 3  | 63 | 29 | +34   | 5e tour         |
| 2004-2005 | CFA 2 gr. A | 11e  | 67  | 30 | 10 | 8  | 12 | 39 | 42 | -3    | 8e tour         |
| 2005-2006 | CFA 2 gr. A | 4e   | 78  | 30 | 13 | 9  | 8  | 36 | 25 | +11   | 7e tour         |
| 2006-2007 | CFA 2 gr. A | 5e   | 78  | 30 | 14 | 6  | 10 | 42 | 42 | 0     | 3e tour         |
| 2007-2008 | CFA 2 gr. A | 10e  | 69  | 30 | 10 | 9  | 11 | 37 | 38 | -1    | 7e tour         |
| 2008-2009 | CFA 2 gr. B | 3e   | 75  | 30 | 12 | 9  | 9  | 34 | 26 | +8    | 32e de finale   |
| 2009-2010 | CFA 2 gr. B | 4e   | 80  | 30 | 12 | 14 | 4  | 36 | 24 | +12   | 7e tour         |
| 2010-2011 | CFA 2 gr. B | 8e   | 75  | 30 | 12 | 9  | 9  | 40 | 29 | +11   | 7e tour         |
| 2011-2012 | CFA 2 gr. B | 9e   | 72  | 30 | 11 | 9  | 10 | 45 | 39 | +6    | 8e tour         |
| 2012-2013 | CFA 2 gr. A | 5e   | 67  | 26 | 13 | 2  | 11 | 40 | 25 | +15   | 32e de finale   |
| 2013-2014 | CFA 2 gr. A | 1er  | 80  | 26 | 16 | 6  | 4  | 59 | 33 | +26   | 8e tour         |
| 2014-2015 | CFA gr. A   | 13e  | 65  | 30 | 9  | 9  | 12 | 37 | 44 | - 7   | 8e tour         |
| 2015-2016 | CFA gr. A   | 5e   | 71  | 30 | 11 | 8  | 11 | 43 | 43 | 0     | 5e tour         |
| 2016-2017 | CFA gr. B   | 5e   | 46  | 30 | 13 | 7  | 10 | 47 | 34 | +13   | 5e tour         |
| 2017-2018 | N2 gr. C    | 5e   | 48  | 30 | 13 | 9  | 8  | 46 | 37 | +9    | 8e tour         |
| 2018-2019 | N2 gr. D    | 16e  | 21  | 30 | 3  | 12 | 15 | 35 | 63 | -28   | 5e tour         |
| 2019-2020 | N3 gr. HDF  | 14e  | 14  | 15 | 3  | 5  | 7  | 12 | 20 | -8    | 3e tour         |
| 2020-2021 | R1 gr. B    | 2e   | 9   | 4  | 3  | 0  | 1  | 8  | 4  | +4    | 8e tour         |
| 2021-2022 | R1 gr.B     | 5e   | 35  | 22 | 9  | 8  | 5  | 31 | 24 | +7    | 4e tour         |
| 2022-2023 | R1 gr.A     | 5e   | 32  | 22 | 10 | 3  | 9  | 37 | 34 | +3    | 2e tour         |
| 2023-2024 | R1 gr. A    | 1er  | 44  | 22 | 14 | 2  | 6  | 35 | 25 | +10   | 6e tour         |

### Parcours en Coupe de France
| Tour    | Date             | Div. | Club           | Score | Club            | Div |
| ------- | ---------------- | ---- | -------------- | ----- | --------------- | --- |
| 7e Tour | 19 novembre 2005 | CFA2 | Arras Football | 0-5   | Valenciennes FC | L2  |

| Tour    | Date             | Div. | Club        | Score         | Club           | Div  |
| ------- | ---------------- | ---- | ----------- | ------------- | -------------- | ---- |
| 7e Tour | 24 novembre 2007 | DH   | SC Guesnain | 1-1 (4-3 tab) | Arras Football | CFA2 |

| Tour    | Date             | Div. | Club           | Score         | Club           | Div  |
| ------- | ---------------- | ---- | -------------- | ------------- | -------------- | ---- |
| 7e Tour | 23 novembre 2008 | CFA2 | Arras Football | 0-0 (4-2 tab) | RC Lens        | L2   |
| 8e Tour | 13 décembre 2008 | Pol. | AS Tefana      | 0-2 a.p       | Arras Football | CFA2 |
| 1/32e   | 3 janvier 2009   | CFA2 | Arras Football | 1-3 a.p       | OGC Nice       | L1   |

| Tour    | Date             | Div. | Club          | Score   | Club           | Div  |
| ------- | ---------------- | ---- | ------------- | ------- | -------------- | ---- |
| 7e Tour | 22 novembre 2009 | CFA  | AFC Compiègne | 1-0 a.p | Arras Football | CFA2 |

| Tour    | Date             | Div. | Club           | Score | Club           | Div  |
| ------- | ---------------- | ---- | -------------- | ----- | -------------- | ---- |
| 7e Tour | 20 novembre 2010 | CFA2 | AC Amiens      | 0-1   | Arras Football | CFA2 |
| 8e Tour | 11 décembre 2010 | CFA2 | Arras Football | 0-2   | Stade de Reims | L2   |

| Tour    | Date             | Div. | Club           | Score | Club            | Div  |
| ------- | ---------------- | ---- | -------------- | ----- | --------------- | ---- |
| 7e Tour | 19 novembre 2011 | CFA2 | Arras Football | 3-1   | CO Saint-Dizier | CFA2 |
| 8e Tour | 11 décembre 2012 | CFA2 | Arras Football | 0-2   | FC Chambly      | CFA2 |

| Tour    | Date             | Div. | Club           | Score         | Club                | Div  |
| ------- | ---------------- | ---- | -------------- | ------------- | ------------------- | ---- |
| 7e Tour | 19 novembre 2012 | CFA2 | Arras Football | 2-2 (6-5 tab) | US Saint-Omer       | CFA2 |
| 8e Tour | 8 décembre 2012  | CFA2 | Arras Football | 1-0 a.p       | Angers SCO          | L2   |
| 1/32e   | 6 janvier 2013   | CFA2 | Arras Football | 3-4           | Paris Saint-Germain | L1   |

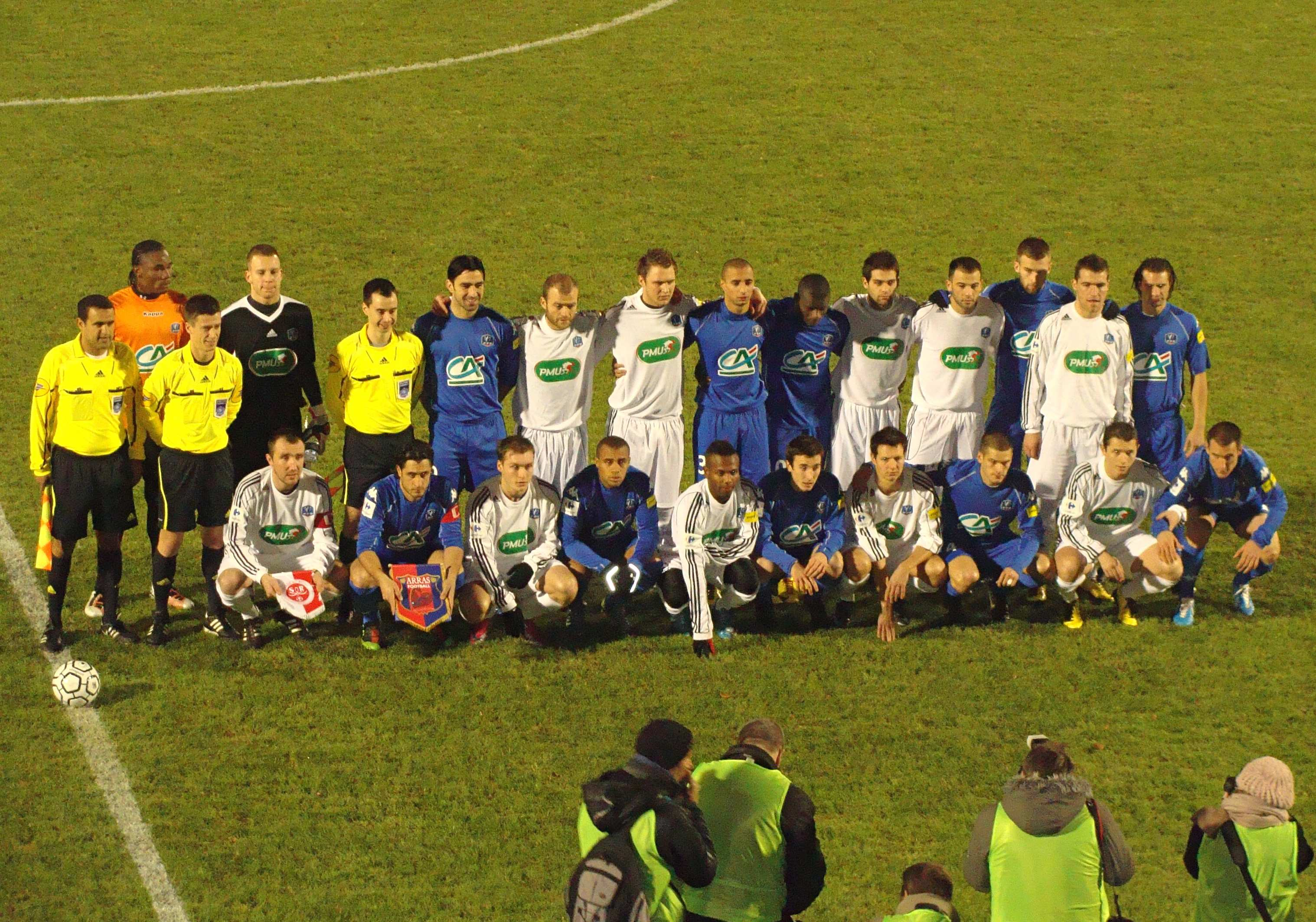
Arras confronté à Reims, Coupe de France 2010-2011

Lors de la saison 2012-2013, le club d'Arras fut le premier à inscrire 3 buts au PSG.

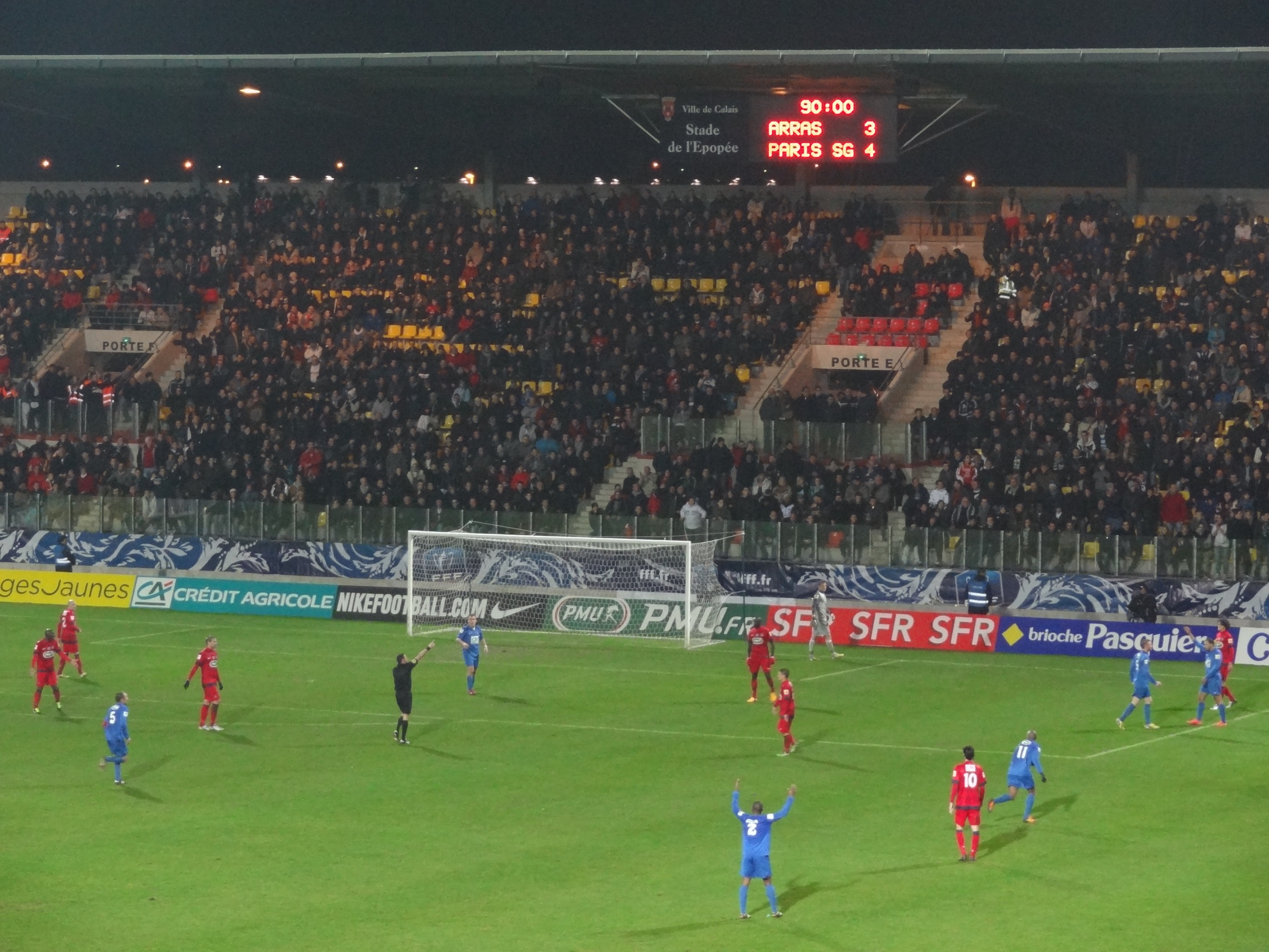
Arras - Paris SG, Coupe de France 2012-2013

| Tour    | Date             | Div. | Club       | Score | Club           | Div  |
| ------- | ---------------- | ---- | ---------- | ----- | -------------- | ---- |
| 7e Tour | 16 novembre 2013 | DH   | AC Cambrai | 2-4   | Arras Football | CFA2 |
| 8e Tour | 8 décembre 2013  | CFA  | SAS Épinal | 1-0   | Arras Football | CFA2 |

| Tour    | Date             | Div. | Club           | Score   | Club            | Div |
| ------- | ---------------- | ---- | -------------- | ------- | --------------- | --- |
| 7e Tour | 15 novembre 2014 | CFA  | Arras Football | 2-0     | Gazélec Ajaccio | L2  |
| 8e Tour | 6 décembre 2014  | CFA  | Arras Football | 2-4 a.p | US Dunkerque    | Nat |

| Tour    | Date             | Div. | Club           | Score   | Club           | Div |
| ------- | ---------------- | ---- | -------------- | ------- | -------------- | --- |
| 7e Tour | 11 novembre 2017 | N2   | Arras Football | 3-2 a.p | GC Lucciana    | N3  |
| 8e Tour | 2 décembre 2017  | N2   | Arras Football | 1-2     | US Boulogne CO | N1  |

| Tour    | Date            | Div. | Club           | Score         | Club                    | Div |
| ------- | --------------- | ---- | -------------- | ------------- | ----------------------- | --- |
| 7e Tour | 7 février 2021  | R1   | Arras Football | 2-1           | Olympique Saint-Quentin | N2  |
| 8e Tour | 14 février 2021 | R1   | Arras Football | 1-1 (2-4 tab) | FC Loon-Plage           | R1  |

| Tour    | Date             | Div. | Club           | Score | Club            | Div |
| ------- | ---------------- | ---- | -------------- | ----- | --------------- | --- |
| 7e Tour | 16 novembre 2024 | R1   | Arras Football | 0-2   | Valenciennes FC | N1  |

## Entraîneurs
- 2003-2008 :  Christophe Raymond
- 2008-sept. 2010 :  Stéphane Tousart
- Sept. 2010-oct. 2010 :  Stéphane Stoll (intérim)
- Oct. 2010- 2019:  Reynald Dabrowski
- 2019-2020:  Didier Dubois
- 2020-fév. 2022 :  David Bridoux
- 2022-fév. 2022 - mai 2023:  Colbert Marlot
- 2023-mai. :  Pierrick Duchateau

## Projets futurs

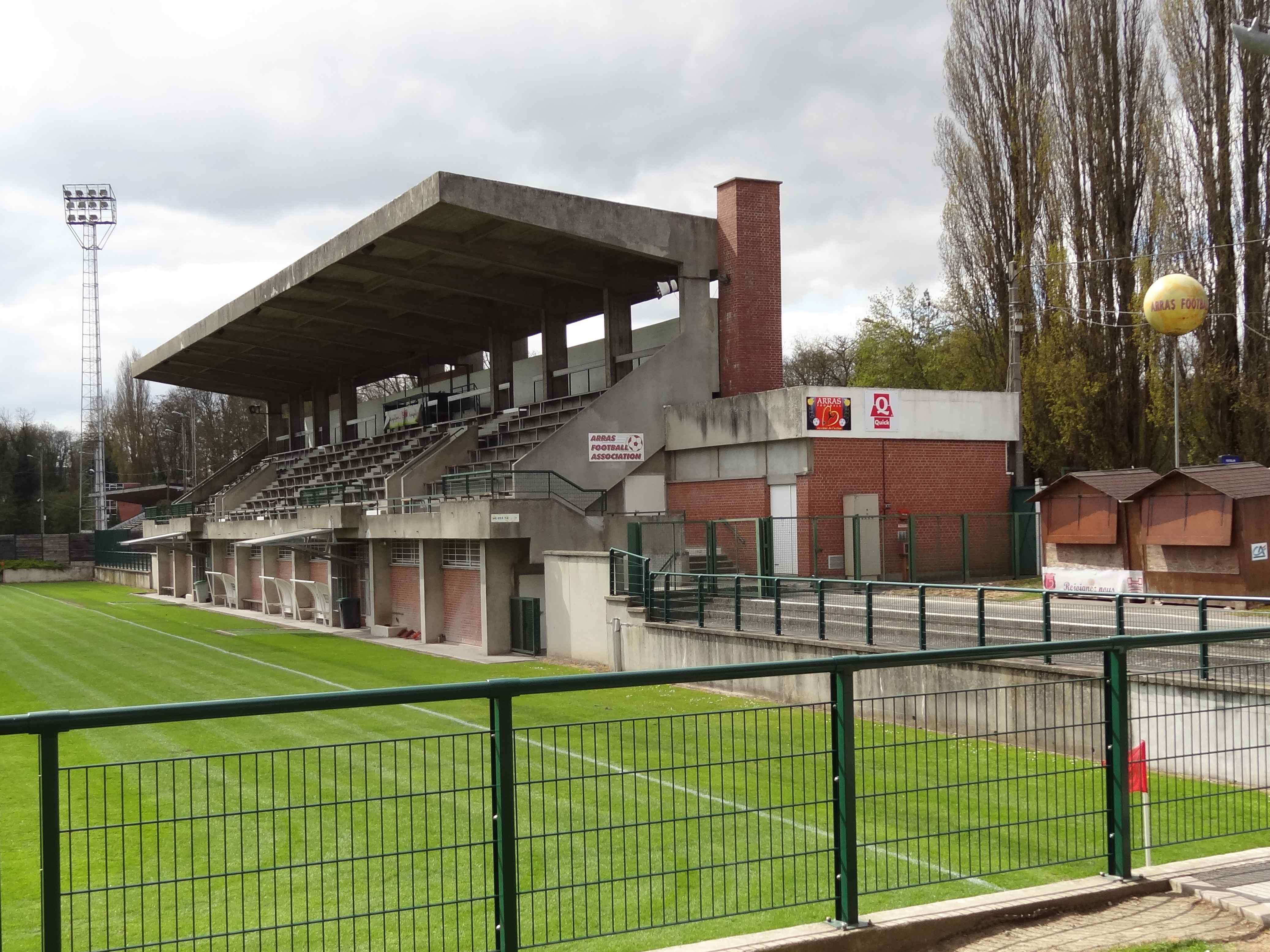
Tribune du stade Degouve

En mai 2007, les dirigeants arrageois ont organisé une soirée à l'"Atria" pour mettre en avant un plan sur deux années (2008-2010), avec comme triptyque « Eduquer Structurer Réussir ».
Le but avoué étant d'amener et de pérenniser le club d'Arras Football Association en CFA (chose faite en Mai 2014) et un peu plus loin (à l'horizon 2020), vers le Championnat National.
Concernant le stade Degouve (accueillant aussi l'Arras FCF depuis 2012), sa pelouse a été refaite durant l'été 2009 en raison de problèmes en sous-sol. La toiture de la tribune principale a été rénovée la même année pour des raisons de sécurité. La Mairie d'Arras ayant trouvé un accord (à la suite d'un arrêté, lors d'un Conseil Municipal au Printemps 2014) quant au rachat « symbolique » de la station TOTAL, qui fermera définitivement courant 2015 (Avril-Mai) ; le club devrait se doter à la fin de l'Eté 2016 d'une toute nouvelle tribune plus large et moderne.
Celle-ci serait dotée de nouveaux vestiaires plus spacieux, d'une boutique officielle et d'un nouveau club house/V.I.P. Dans cette hypothèse, le terrain serait reculé de quelques mètres vers le Boulevard De Gaulle ; en face de cette nouvelle tribune Honneur devrait être construite une autre tribune dite "Populaire" de taille moins imposante. Ces travaux sont nécessaires afin de continuer à faire grandir le club, et offrir un équipement confortable aux joueurs ainsi qu'aux spectateurs.
L'AFA a deux groupes de supporters, les Arras Black Knights 2019 (arrivée en novembre 2019) et les Atrecht Lads (eux, arrivés en 2020) ces deux groupes de supporters viennent soutenir leurs équipes à domicile, et se déplacent lors de chaque match à l'extérieur, toujours un plus dans le monde amateur.